# Ісканя
Ісканя (пол. Iskań) — давнє українське село в Польщі, у гміні Дубецько Перемишльського повіту Підкарпатського воєводства.
Населення — 275 осіб (2011).

## Географія
Село розташоване на правому березі Сяну, на відстані 7 кілометрів на південний схід від центру гміни села Дубецько, 23 кілометри на захід від центру повіту міста Перемишля і 43 кілометри на південний схід від столиці воєводства — міста Ряшіва.

## Назва
Назву фіксують писані документи від XIV ст., становить  собою  старий  словотворчий  тип  від  старо-слов’янського імені Іскан, що від  іскати ‘шукати’. У ході кампанії ліквідації українських назв село в 1977—1981 рр. називалось Поґонь (пол. Pogoń).

## Історія
Село купили в 1488 р. Андрій і Станіслав Кміта.
Після захоплення цих земель Польщею територія в 1340–1772 роках входила до складу Сяноцької землі Руського воєводства Королівства Польського.
В 1772 році внаслідок першого поділу Польщі село відійшло до імперії Габсбургів і ввійшло до складу Перемишльського повіту австрійської провінції Галіція.
Після розпаду Австро-Угорщини і утворення Другої Речі Посполитої це переважно населене українцями село Надсяння окупувала Польща, що було закріплено в Ризькому мирному договорі 1921 року. Входило до Перемишльського повіту Львівського воєводства. На 1.01.1939 в селі було 1450 жителів, з них 1210 українців-греко-католиків, 160 українців-римокатоликів, 40 поляків і 40 євреїв
12 вересня 1939 року німці окупували село, однак вже 26 вересня 1939 року мусіли відступити, оскільки за пактом Ріббентропа-Молотова правобережжя Сяну належало СРСР. 27 листопада 1939 р. село включене до Дрогобицької області. В червні 1941, з початком Радянсько-німецької війни, село знову було окуповане німцями. В липні 1944 року радянські війська оволоділи цією територією.Вночі з 7 на 8 лютого невідома польська група (мабуть відділ Людовей Стражи Безпєченьства під командуванням Романа Кісєля пс. "Семп") замордував на присілку Халупки 16 українців (в тому 8 жінок та 5 дітей; 2 наступних дітей померло пізніше від ран), 2 інші особи були поранені. "Наша трійка – Лютий, Орел і я – з дозволу друга Затоки були якраз в Іскані, де нам щиро раділи наші односельці, а про наших матерів годі й говорити - згадував по роках Омелян Плечень. - Обличчя їхні сяяли, і в очах блищала гордість за своїх синів. У хаті одного доброго знайомого знайшлася перекуска, випили навіть по чарчині за наше здоров'я, за різними розмовами засиділися до пізньої ночі. На душі було радісно й тепло. Аж раптом здаля, а незабаром по всьому селу понісся стукіт калатал – це вартові повідомляли про небезпеку, Прибігли селяни-вартові і сказали, що на другому боці Сяну, на присілку Свинки [насправді Халупки], стрілянина. В одну мить добродушні дядьки перетворилися на войовників, у руках кожного з'явилася «зброя»: в кого вила, у кого коса, у кого ломака, а в декого і пальна зброя під гунькою. Всі кинулися до Сяну, перейти його неможливо, вода підійшла дуже високо, а єдиний міст через річку зірвали ще німці. На другому березі з присілку Свинки біг гурт озброєних людей у напрямі присілку Крушки, у якому жило 16 українських родин. Всі, хто мав зброю, відкрили вогонь. Банда розбіглася. Коли розвиднілся, на наш бік пробралася Катерина Гнатик з дочкою. Під час нападу банди вони заховалися під звалений міст і так простояли аж до світанку. Вони були в шоку, довідатися від них толком нічого не було можна. Вони повторювали тільки одне і те саме: всіх замордували, всіх вбили. Коли ми прийшли до Свинок, застали там 17 вбитих осіб – одні постріляні, інші заколені багнетами. З усіх українців, які там жили і були посвоячені, крім Катерини та її доньки, врятувалися ще троє молодих хлопців: Даньчак, Гнатик і Слив'як, які заховалися в криївку. Поховали всіх в одній братській могилі".
В березні 1945 року правобережжя Сяну віддане Польщі. Українське населення села попало в 1947 році під етнічну чистку під час проведення Операції «Вісла» і було виселено на ті території у західній та північній частині польської держави, що до 1945 належали Німеччині.
У 1975-1998 роках село належало до Перемишльського воєводства.

## Демографія
Демографічна структура станом на 31 березня 2011 року:
|          | Загалом | Допрацездатний вік | Працездатний вік | Постпрацездатний вік |
| -------- | ------- | ------------------ | ---------------- | -------------------- |
| Чоловіки | 138     | 32                 | 86               | 20                   |
| Жінки    | 137     | 29                 | 72               | 36                   |
| Разом    | 275     | 61                 | 158              | 56                   |

## Церква
Місцева мурована церква Успення Пр. Богородиці була збудована в 1908 р., в 1936 р. налічувала 1300 парафіянин, була парафіяльною церквою Бірчанського деканату Перемишльської єпархії.